# Redecz Wielki-Wieś
Redecz Wielki-Wieś – wieś w Polsce położona w województwie kujawsko-pomorskim, w powiecie włocławskim, w gminie Lubraniec.
W latach 1975–1998 miejscowość administracyjnie należała do województwa włocławskiego. Według Narodowego Spisu Powszechnego (III 2011 r.) liczyła 123 mieszkańców. Jest 29. co do wielkości miejscowością gminy Lubraniec.